# 영화 코바야시네 메이드래곤 외로움쟁이 용
《영화 코바야시네 메이드래곤 외로움쟁이 용》(일본어: 映画 小林さんちのメイドラゴン さみしがりやの竜)은 코바야시네 메이드래곤을 원작으로 하는 애니메이션 극장판이다. 일본에서는 2025년 6월 27일에 개봉되었고, 대한민국에서는 2025년 7월 10일에 개봉되었다.

## 등장인물

### 주역
- 칸나 - 나가나와 마리아
- 코바야시 씨 - 타무라 무츠미
- 토르 - 쿠와하라 유우키

## 참고 사항
- 이번 극장판의 주역이 칸나인 만큼 캐스팅 목록과 공식 사이트의 등장인물 소개에서 전부 코바야시와 토르를 제치고 칸나가 첫 번째로 나온다.